# Guerre civile de 1947-1948 en Palestine mandataire
 (20 mai 2025).
Vous lisez un « article de qualité » labellisé en 2006.
Cet article traite de la guerre civile de 1947-1948 en Palestine mandataire qui constitue la première phase de la guerre israélo-arabe de 1948. La seconde phase est traitée dans l'article guerre israélo-arabe de 1948-1949.
La guerre civile en Palestine de 1947-1948 couvre la période du 30 novembre 1947, lendemain du vote du plan de partage au 14 mai 1948 qui marque la fin du mandat britannique sur la Palestine.
Cette période constitue la première phase de la guerre de Palestine de 1948. Durant celle-ci, la communauté juive et la communauté arabe de Palestine s'affrontent tandis que les Britanniques, qui sont censés y garantir la sécurité, organisent leur retrait et n'interviennent que ponctuellement.
La phase suivante, la guerre israélo-arabe de 1948-1949 démarre le 15 mai, avec la création de l'État d'Israël la veille et l'entrée en guerre contre Israël des armées de plusieurs États arabes voisins.
Les différents épisodes et événements clés de la période de la guerre civile constituent la première phase de la guerre de Palestine de 1948.

## Contexte historique

Entre 1923 et 1948, la Palestine est sous administration britannique dans le cadre d'un mandat de la société des Nations.

Plan de partage de la Palestine par l'ONU en 1947.

Depuis la défaite de la Turquie en 1920, la Palestine est sous contrôle et administration britanniques mais le pays est l'objet d'un conflit entre les nationalismes juif sioniste et arabe palestinien, qui s'opposent l'un à l'autre ainsi qu'à l'occupant britannique.
L'opposition palestinienne culmine avec la grande révolte de 1936-1939. Menée par les nationalistes palestiniens, elle s'oppose à la fois au sionisme, à la présence britannique en Palestine et aux hommes politiques se réclamant d'un nationalisme panarabe. À son terme, les nationalistes palestiniens obtiennent toutefois des Britanniques une diminution draconienne de l'immigration juive traduite par le Livre blanc de 1939. Mais les conséquences sont lourdes. Le bilan de la révolte est très élevé (environ 7 000 morts et blessés dont 3 500 Arabes, 2 500 Juifs et 600 Britanniques). Les différentes organisations sionistes paramilitaires se sont renforcées et les Britanniques pratiquent des arrestations massives parmi les Arabes palestiniens dont le chef du Haut Comité arabe, Hadj Amin al-Husseini qui se réfugie en Allemagne nazie où il cherche un soutien à sa cause et rencontre Hitler. Les milices sionistes mènent une grande révolte (en) contre le colonisateur pendant quatre ans.
Les Britanniques ne parviennent pas à concilier les points de vue. Le 18 février 1947, ils annoncent l'abandon de leur mandat sur la région. Le 29 novembre 1947, l'Assemblée générale des Nations unies vote un plan de partage de la Palestine avec le soutien des grandes puissances, mais pas celui des Britanniques. Ce plan prévoit la partition de la Palestine en trois entités, avec la création d’un État juif et d’un État arabe, Jérusalem et sa proche banlieue étant placées sous contrôle international en tant que corpus separatum. Accepté par les dirigeants de la communauté juive en Palestine, par le biais de l'Agence juive à l'exception de ceux de l'Irgoun, le plan est rejeté par la quasi-totalité des dirigeants de la communauté arabe, y compris par le Haut Comité arabe, qui est appuyé dans son rejet du plan par les États de la Ligue arabe.

## Déclenchement de la guerre civile ( à compter 30 novembre 1947)
Dès le lendemain de l'adoption du plan de partage par l'ONU, les manifestations de joie de la communauté juive sont contrebalancées par les manifestations d'opposition arabe dans tout le pays et dès le 1er décembre, le Haut Comité arabe décrète une grève générale de trois jours.
Un « vent de violence » va rapidement et spontanément s'installer, annonciateur de la « guerre civile ».

### Mise au point du plan Daleth
Le Yichouv avait établi des plans pour la guerre et l’expulsion des Arabes de Palestine. Fin 1947, quand le plan de partition de la Palestine est connu, Ben Gourion met en place un comité restreint pour la conduite des opérations au quartier-général de la Haganah, installé à la Maison rouge  de Tel-Aviv ; il est accompagné des dossiers Villages, rassemblant des renseignements sur tous les villages palestiniens qu’il est envisagé d’expulser.

### Montée de la violence

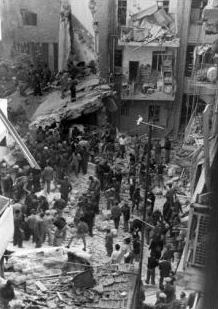
La rue Ben Yehuda après l'attentat du 22 février 1948.

Dans toutes les zones mixtes où vivent les deux communautés, à Jérusalem et Haïfa en particulier, attaques, représailles et contre-représailles de plus en plus violentes se succèdent. Les tirs isolés évoluent en batailles rangées ; les attaques contre le trafic se transforment en embuscades. Des attentats de plus en plus sanglants se produisent, auxquels répondent à leur tour des émeutes, des représailles et d'autres attentats.
Par exemple, le 30 décembre, à Haïfa, des membres de l'Irgoun lancent deux bombes dans une foule d'ouvriers arabes faisant la queue devant une raffinerie, tuant six d'entre eux et en blessant quarante-deux. La foule en colère tue en représailles trente-neuf Juifs avant que les soldats britanniques ne rétablissent le calme,. En représailles, le 31 décembre, des soldats du Palmah et de la brigade Carmel attaquent le village de Balad-al-Sheikh et de Hawassa. Selon différents historiens, ils y font entre vingt-et-un et soixante-dix morts.
Le 22 février, à Jérusalem, les hommes d'Hadj Amin al-Husseini organisent à l'aide de déserteurs britanniques un triple attentat à la voiture piégée qui vise les bureaux du journal The Palestine Post, le marché de la rue Ben Yehuda et l'arrière-cour des bureaux de l'Agence juive, faisant respectivement 22, 53 et 13 morts juifs ainsi que des centaines de blessés,
Le 29 février, en représailles, le Lehi mine la voie de chemin de fer Le Caire-Haïfa au nord de Rehovot, provoquant la mort de vingt-huit soldats britanniques et en en blessant trente-cinq. Il réitère l'opération le 31 mars près de Césarée, provoquant la mort de quarante personnes et en blessant soixante, pour la plupart des civils arabes.
Sur les deux mois, décembre 1947 et janvier 1948, on compte près de mille morts et deux mille blessés. Fin mars, un rapport fait état de plus de deux mille morts et quatre mille blessés. Ces chiffres correspondent à une moyenne supérieure à cent morts et deux cents blessés chaque semaine, ce sur un total de deux millions d'habitants.

### Guerre des routes

#### Situation géographique des zones juives

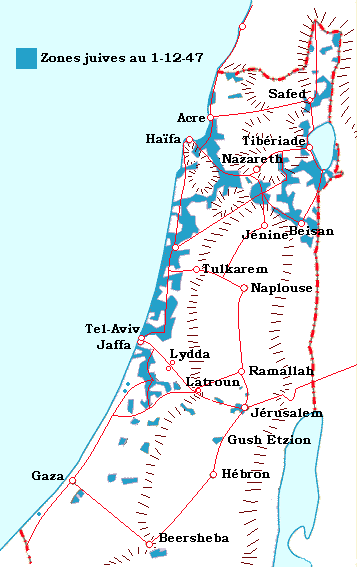
Zones d'implantation juive et routes de Palestine le 1er décembre 1947.

En dehors de la zone côtière, les zones d'implantations du Yichouv en Palestine sont très dispersées. La communication entre la zone centrale la plus développée et les zones périphériques s'effectue par des liaisons routières. Ces liaisons constituent une cible d'autant plus facile que la plupart traversent ou longent des localités arabes, voire parfois des zones entièrement arabes.
Dans cette configuration, l’« isolement » des cent mille Juifs de Jérusalem et alentours (comme le Gush Etzion, à mi-chemin sur la route stratégique entre Jérusalem et Hébron), celui des vingt-sept villages et implantations du Néguev et celui de ceux du Nord de la Galilée constituent un point faible stratégique pour le Yichouv.
La possibilité d'évacuer ces zones difficilement défendables est envisagée mais à Jérusalem comme dans toute la Palestine, la politique de la Haganah a été fixée par Ben Gourion. Elle est simple. « Ce que tiennent les Juifs doit être conservé. Aucun Juif ne doit abandonner son domicile, sa ferme, son kibboutz ou son travail sans autorisation. Chaque avant-poste, chaque colonie, chaque village, quel qu’en soit l’isolement, doit être occupé comme s’il s’agissait de Tel Aviv même. ». Dans les faits, aucune implantation juive n'a été évacuée avant l'invasion de mai 1948. Seuls une douzaine de kibboutz de Galilée ainsi que ceux de Gush Etzion envoient femmes et enfants dans les zones plus sûres de l'intérieur.
Ben Gourion donne des instructions pour renforcer les implantations du Néguev en hommes et matériel, notamment dans les kibboutz de Kfar Darom ou Yad Mordechai (nord de Gaza), Revivim (sud de Beer-Sheva) et au Gush Etzion. Conscient du danger qui pèse sur le Néguev, le Commandement suprême de la Haganah y assigne un bataillon entier du Palmah.
Le cas de Jérusalem est encore plus critique de par l'importance de sa population juive (un sixième du total du Yichouv) et de la grande difficulté d'accès de la ville. La route Tel Aviv - Jérusalem est longue et escarpée. Elle quitte la zone juive à Houlda puis suit les  contreforts de Latroun. Ensuite, le parcours des vingt-huit kilomètres entre Bab-el-Oued et Jérusalem prend pas moins de trois heures et la route traverse ou passe à proximité de villages arabes tels Saris, Qastel, Deir Yassin, ou Qaluniya.
Le 9 avril, afin de s’assurer le contrôle du territoire, le comité consultatif avec lequel Ben-Gourion dirige les opérations de nettoyage ethnique décide de détruire la totalité des villages arabes situés à proximité des routes Tel-Aviv-Haïfa, Jérusalem-Jaffa et Haïfa-Jénine. Seuls quelques villages ont échappé à ce sort.

#### Stratégie d'Abd al-Kader al-Husseini

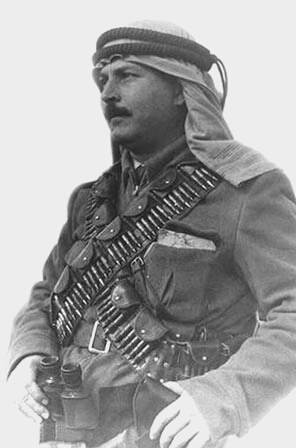
Abd al-Kader al-Husseini.

Abd al-Kader al-Husseini arrive à Jérusalem en décembre 1947 avec l’objectif d’« étouffer » la communauté juive de la ville.
Il s'installe à Tzurif, un village au sud-ouest de Jérusalem, avec ses hommes, une centaine de combattants qui se sont entraînés en Syrie avant la guerre et qui servent de cadres à son armée, la Jaych al-Jihad al-Mouqaddas. Il est rejoint par une centaine de jeunes villageois et de vétérans de l'armée britannique. La bande armée passe rapidement à plusieurs milliers d'hommes et transfère son quartier général et son centre d'entraînement à Bir Zeit, près de Ramallah. Sa zone d'influence s'étend jusqu'à Lydda et Ramleh où Hassan Salameh, un vétéran de la grande révolte de 1936-1939 à la tête de mille hommes, coordonne ses actions avec Abd al-Kader al-Husseini dans le harcèlement du trafic routier.
Le 10 décembre, la première attaque organisée se produit sur un convoi entre Bethléem et Gush Etzion. Dix passagers et membres de l'escorte sont tués.
Le 14 janvier, Abd al-Kader mène personnellement une attaque contre Kfar Etzion dans laquelle mille hommes sont impliqués. L'attaque est un échec et il laisse deux cents morts derrière lui. Toutefois, une section de trente-cinq hommes du Palmah cherchant à renforcer l'implantation se fait surprendre, puis encercler et massacrer.
Le 25 janvier, une attaque d'envergure a lieu près du village arabe de Qastel. À la suite d'un appel d'Abd al-Kader al-Husseini, plusieurs villages du nord-est de Jérusalem se joignent à l'attaque. D'autres préfèrent ne pas le faire de peur des représailles ou s'excusent auprès de leurs voisins juifs arguant que l'appel ne concernait pas l'attaque du convoi mais la défense du village voisin de Bet Suriq.
La campagne pour le contrôle des routes prend un caractère militaire croissant et focalise l'effort de guerre arabe. À partir du 22 mars, les convois de ravitaillement vers Jérusalem ne passent plus. Ce jour-là, un convoi d'une trentaine de véhicules est anéanti aux gorges de Bab-el-Oued. Le 27 mars, un important convoi de ravitaillement de retour de Kfar Etzion est pris dans une embuscade au sud de Jérusalem. Encerclés par plusieurs milliers d'Arabes et à court de munitions après vingt-quatre heures de combats, les membres du convoi demandent l'assistance des Britanniques : ils abandonnent néanmoins armes et munitions aux Arabes, mais surtout tous les véhicules.
Selon un rapport britannique, la situation de Jérusalem, où un rationnement en nourriture est déjà en application, risque de devenir désespérée après le 15 mai. À la même période, la situation est tout aussi critique pour les Juifs à d'autres endroits du pays. Le 26 mars, les colonies du Néguev sont isolées de par l'impossibilité d'utiliser la route côtière du sud qui passe par des zones denses en populations arabes. Le 27 mars, un convoi de ravitaillement destiné aux kibboutzim isolés dans le Nord-Ouest de la Galilée est attaqué dans la région de Haïfa. Entre 42 et 47 combattants de la Haganah et une centaine de l'Armée de libération arabe sont tués. Tous les véhicules sont détruits,,.

#### Bilan

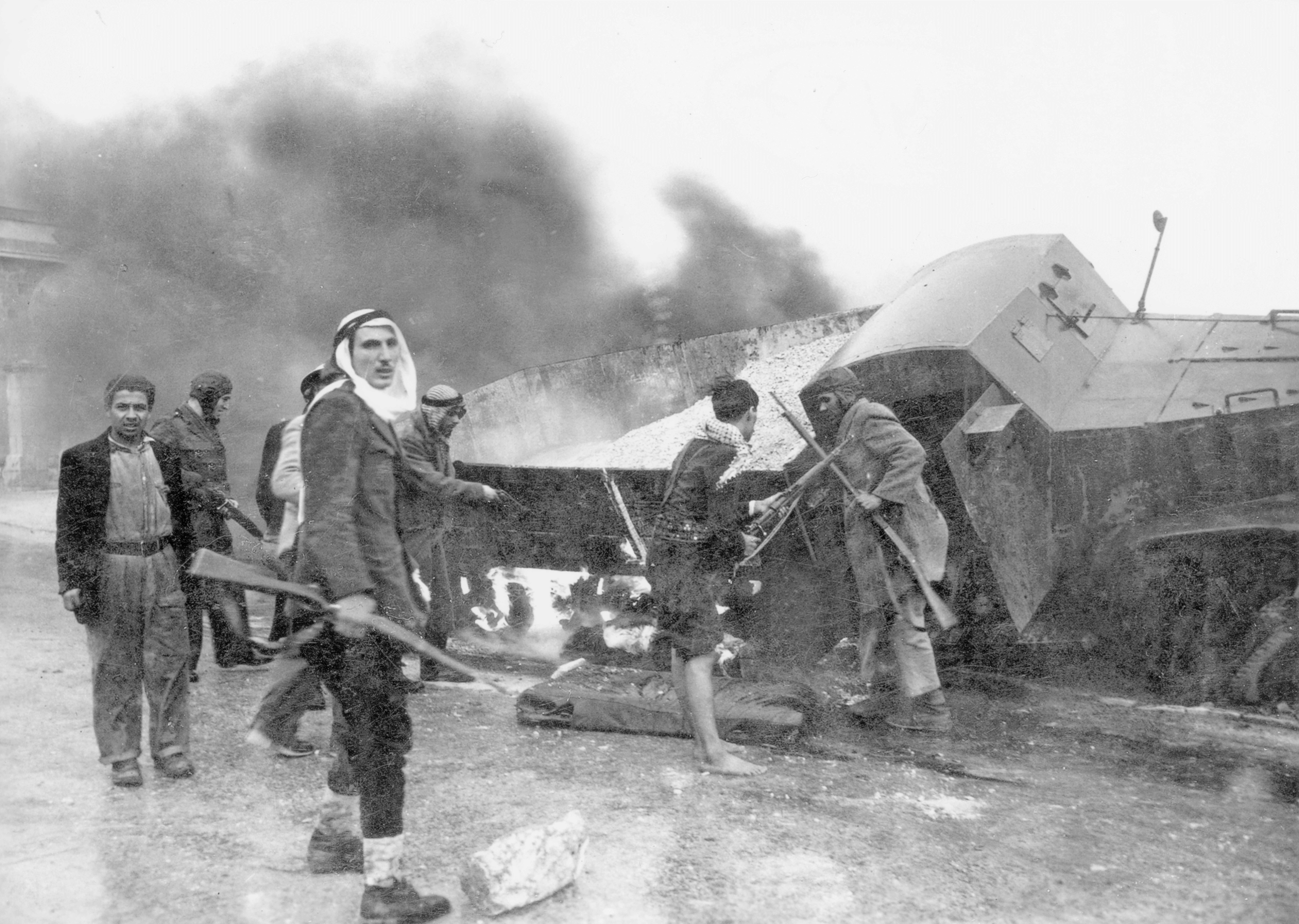
Miliciens arabes à côté d'un camion de ravitaillement.

Le bilan des pertes subies la dernière semaine de mars est lourd pour la Haganah : trois grands convois ont été pris en embuscade, plus de cent soldats ont été tués et l'essentiel de la flotte de véhicules blindés est détruite.
Globalement, Jérusalem-ouest « étouffe » petit à petit, les implantations de Galilée ne peuvent plus être atteintes que via la vallée du Jourdain et la route de Nahariya, toutes deux dominées par les villages arabes. Haïfa elle-même ne peut pas être rejointe via Tel Aviv par la route côtière principale, car une « chaîne » de villages arabes en domine la partie nord. Au sud, près d'Hébron, les quatre colonies du bloc d'Etzion sont assiégées. La vingtaine d'implantations du Néguev sont isolées et l'aqueduc qui les ravitaille en eau régulièrement saboté.
Cette situation, la nécessité de préparation du Yichouv à l'attaque prévue par les États arabes en mai et l'imminence du départ des Britanniques poussent la Haganah à passer à l'offensive et à appliquer le plan Daleth dès avril.

### Entrée de forces étrangères en Palestine

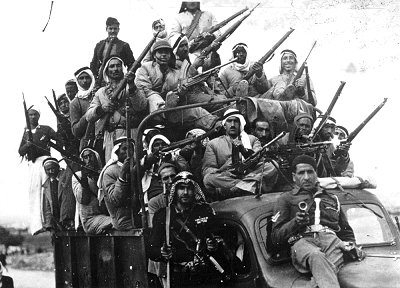
Volontaires arabes en Palestine (1947).

La violence s'intensifie et certaines opérations font intervenir les militaires.
Bien que responsables de l'ordre et de la loi jusqu'à la fin du mandat, les autorités mandataires n'essaient pas de reprendre le contrôle de la situation. Elles sont plus impliquées dans la liquidation de l'administration et l'évacuation de leurs troupes,. Elles estiment également avoir perdu suffisamment d’hommes dans ce conflit.
Les Britanniques ne peuvent pas (ou ne veulent pas) empêcher l'entrée en Palestine de forces étrangères. Suivant un rapport spécial de la commission sur la Palestine :
- dans la nuit du 20 au 21 janvier, une troupe composée de sept cents Syriens, en tenue de combat, bien équipée et disposant de transports mécanisés, entre en Palestine « via la TransJordanie » ;
- le 27 janvier, une « bande de trois cents hommes, venant de l'extérieur de la Palestine, s'est établie dans la région de Safed en Galilée et est probablement responsable des attaques intensives au mortier et à l'arme lourde de la semaine contre la colonie de Yechiam » ;
- dans la nuit du 29 au 30 janvier, une troupe de neuf cent cinquante hommes de l'Armée de libération arabe, commandée par Fawzi al-Qawuqji, transportée dans dix-neuf véhicules et constituée d'Arabes non palestiniens, entre en Palestine «par le pont Damiyeh et se disperse dans les villages de Naplouse, Jénine et Tulkarem ».

Ce sont bien les troupes de l'Armée de libération arabe qui entrent en Palestine entre le 10 janvier et début mars : 
- le 2e régiment Yarmouk sous les ordres d'Adib Shishakli[N 4] entre en Galilée via le Liban dans la nuit du 11 au 12 janvier, passe par Safed puis s'installe dans le village de Sasa ; il est composé d'un tiers de Palestiniens et d'un quart de Syriens ;
- le 1er régiment Yarmouk sous les ordres de Muhammad Tzafa entre en Palestine dans la nuit du 20 au 21 janvier par le pont de Damia sur le Jourdain et se disperse en Samarie ; il établit son quartier général (QG) dans le Nord de la Samarie, à Tubas ; il est composé principalement de Palestiniens et d'Irakiens ;
- le régiment Hittin, sous les ordres de Madlul Abbas, s'installe à l'ouest de la Samarie avec son QG à Tulkarem ;
- le régiment Hussein ben Ali renforce Haïfa, Jaffa, Jérusalem et plusieurs autres villes ;
- le régiment Qadassia et une unité circassienne restent en réserve à Jab'a ;
- Qawuqji arrive quant à lui le 4 mars avec le reste de la logistique et une centaine de volontaires bosniaques et installe son QG dans le village de Jab'a, sur la route Naplouse-Jénine ; il monte aussi un centre d'entraînement pour les volontaires palestiniens.

Alan Cunningham, le haut-commissaire britannique en Palestine, proteste vivement auprès du gouvernement transjordanien contre ces incursions avec pour seule réaction de voir Alec Kirkbride se plaindre de « son ton hostile et de ses menaces » au ministre Bevin. « Aucun effort sérieux n'est fait pour empêcher l'incursion ».
Les Britanniques et les services de renseignement du Yichouv s'attendent à une offensive pour le 15 février, qui n'aura finalement pas lieu, semble-t-il parce que les troupes du mufti ne sont pas encore prêtes.
En mars, un détachement irakien de l'Armée de libération arabe vient renforcer les forces palestiniennes de Salameh dans la région de Lydda et Ramleh pour entraîner les recrues tandis qu'à la suite de la présence de Qawuqji en Samarie, Abd al-Kader al-Husseini installe son QG à Bir Zeit, à 10 km au nord de Ramallah.
Au même moment, des volontaires nord-africains, principalement libyens, et plusieurs centaines de frères musulmans entrent en Palestine. En mars, un premier contingent arrive à Gaza et certains s'infiltrent jusqu'à Jaffa.

### Moral des combattants
Ces premières victoires renforcent le moral des combattants arabes.
Le Haut Comité arabe est confiant et décidé à s'opposer à l'accomplissement du plan de partage. Dans un communiqué du 6 février au secrétaire général, il déclare :

« Les Arabes de Palestine considèrent que toute tentative des Juifs ou de n'importe quelle puissance ou groupe de puissances d'établir un État juif dans un territoire arabe est un acte d'agression auquel on résistera par la force.(...)
Le prestige des Nations unies sera mieux servi en abandonnant et en n'imposant pas une telle injustice.(...)
Les Arabes de Palestine firent la déclaration solennelle devant les Nations unies, devant Dieu et devant l'histoire qu'ils ne se soumettraient jamais à une quelconque puissance venant en Palestine pour imposer une partition. Le seul moyen pour établir une partition est tout d'abord de les éliminer : hommes, femmes et enfants. »

Au début de février 1948, le moral des dirigeants juifs n'est pas élevé : « le désarroi et le désespoir ressortent clairement des notes prises lors des réunions du parti Mapai ». « Les attaques contre les colonies et les grandes routes ont pris au dépourvu la direction juive, qui avait sous-évalué l'intensité de la réaction arabe ». La situation des cent mille Juifs de Jérusalem est précaire et le ravitaillement de la ville risque d'être interrompu.
Malgré les revers sur le terrain, les forces juives et en particulier la Haganah restent supérieures en nombre et en qualité aux forces arabes, tant du Haut Comité arabe que de l'Armée de libération arabe. « La Haganah est restée sur des positions statiques de crainte de voir les Britanniques prendre la défense des Arabes en cas d’offensive sioniste. Il faut attendre que le retrait des Britanniques soit suffisamment important pour que tout risque d’intervention de ces derniers soit écarté ».

### Première vague de réfugiés arabes
Le moral des combattants et des hommes politiques n'est cependant pas partagé par la population palestinienne : la « panique grandit dans les classes aisées arabes et on assiste à un exode régulier de la part de ceux qui peuvent s'offrir de quitter le pays ». De décembre 1947 à janvier 1948, environ soixante-dix mille Arabes fuient les agglomérations. Fin mars, le total des réfugiés se monte à environ cent mille.
Ces gens constituent la première vague des réfugiés palestiniens du conflit. Parmi ceux-ci on trouve principalement les membres des classes moyennes et supérieures, dont la plupart des familles des représentants du Haut Comité arabe ou des dirigeants locaux ; selon Ilan Pappé, le fait que plus de 200 villages aient été expulsés par les différentes milices sionistes avant le 15 mai « anéantit le mythe israélien selon lequel les "Arabes" se seraient enfuis quand "l’invasion arabe" a commencé ». Partent également les étrangers arabes installés en Palestine. Tous espèrent certainement retourner en Palestine une fois les hostilités terminées.

### Décisions politiques étrangères
Plusieurs décisions politiques prises à l'étranger vont avoir une influence importante sur la tournure du conflit.

#### Le choix britannique de l'option jordanienne

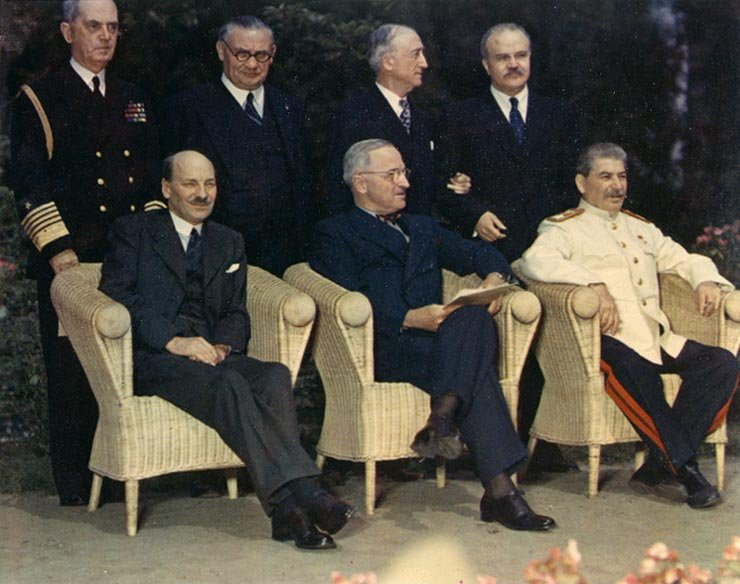
Les décideurs de la politique étrangère de l'après Seconde Guerre mondiale réunis à Potsdam (1945). Sont présents, de gauche à droite : (assis) Attlee, Truman et Staline ; (debout) l'amiral Leahy le Foreign Secretary Bevin, Byrnes et Molotov.

Les Britanniques ne veulent pas d'un État palestinien dirigé par le mufti. La décision définitive des Britanniques de soutenir l'annexion de la partie arabe de la Palestine par le roi Abdallah est prise officiellement le 7 février 1948.
Lors d'une réunion à Londres entre responsables transjordaniens, Glubb Pacha et Ernest Bevin, les parties se mettent d'accord pour que les Britanniques facilitent l'entrée de la Légion arabe en Palestine le 15 mai et que celle-ci en occupe la partie arabe. Toutefois, elle est tenue de ne pas entrer dans la région de Jérusalem ni dans l'État juif. Cette option ne prévoyait donc pas d'État palestinien arabe. Si les ambitions du roi Abdallah sont connues, rien n'indique dans quelle mesure les autorités du Yichouv, le Haut Comité arabe ou la Ligue arabe sont au courant de cette décision.

#### Le revirement américain
À la mi-mars, devant l'extension des troubles et face à une crainte — pourtant jugée infondée[Qui ?] — de voir les États arabes avancer l'arme de l'embargo pétrolier, l'administration américaine annonce le retrait possible de son soutien au plan de partage et à l'envoi d'une force internationale pour en garantir l'application mais suggère de mettre la Palestine sous tutelle onusienne,. Le 1er avril, le Conseil de Sécurité vote la proposition américaine demandant la convocation d'une assemblée spéciale destiné à reconsidérer le problème palestinien. Les Soviétiques s'abstiennent lors du vote.
Ce revirement suscite inquiétudes et débats au sein des autorités du Yichouv. L'inquiétude de devoir affronter les armées arabes sans le soutien des États-Unis après le départ des Britanniques est d'autant plus grande qu'à ce moment-là les forces de Husseini, pourtant de simples milices, ont réussi à isoler Jérusalem et à prendre le pas sur la Haganah.
Dans ce contexte, Elie Sasson, le directeur de la section arabe de l'Agence juive, et plusieurs autres personnalités, finissent par convaincre David Ben Gourion et Golda Meirson de tenter une initiative diplomatique en direction des Arabes. Ils délèguent à Joshua Palmon, le chef de la section arabe du Da'at, le soin de contacter Fawzi al-Qawuqji en vue de négocier, lui interdisant toutefois d'accepter tout ce qui pourrait limiter la « liberté d'action de la Haganah » mais l'autorisant à déclarer que « les Juifs sont prêts à une trêve ».

#### Le soutien logistique du bloc de l'Est
Dans le contexte de l'embargo imposé par les pays occidentaux aux belligérants palestiniens, juifs comme arabes, et dans le contexte du manque important de matériel, le non-respect de l'embargo et le soutien logistique tchécoslovaque décidé par Staline ont joué dans la guerre un rôle d'importance différemment appréciée.
Des motivations avancées pour le choix de Staline sont le soutien soviétique au Plan de partage et un intérêt à aider financièrement la Tchécoslovaquie pour diminuer sa frustration à devoir renoncer au plan Marshall.
L'ampleur et le rôle concret de ce soutien sont controversés. Les chiffres avancés par les historiens varient. Gelber parle de « petites livraisons arrivées par air de Tchécoslovaquie (…) à partir d'avril 1948 ». Les historiens et les commentateurs (pro-)palestiniens y voient un soutien déséquilibré en faveur du Yichouv étant donné que les Arabes palestiniens n'ont pas bénéficié d'un soutien équivalent. Ce à quoi les historiens et commentateurs (pro-)israéliens répondent que cet embargo ne concernait pas les États arabes souverains qui constituaient la plus grande menace pour le Yichouv. Toutefois cet embargo leur est étendu en mai par le Conseil de sécurité des Nations unies, ce qui leur cause de gros problèmes. En plusieurs circonstances, cet embargo ne sera d'ailleurs pas respecté par les Britanniques,.

#### Refus d'implication directe des dirigeants arabes
Au contraire de ce que peuvent faire penser leurs déclarations belliqueuses, les leaders arabes « firent tout pour éviter de se trouver directement » impliqués dans le soutien à la cause palestinienne.
Au sommet de la Ligue arabe d'octobre 1947, à Aley, le général irakien Ismaïl Safwat brosse un portrait réaliste de la situation. Il souligne la meilleure organisation et le plus grand soutien financier dont disposent les Juifs par rapport aux Palestiniens. Il préconise le déploiement immédiat des armées arabes aux frontières de la Palestine, l'envoi d'armes et de munitions aux Palestiniens ainsi qu'une contribution financière à hauteur d'un million de livres. Ses propositions sont rejetées à l'exception du soutien financier qui, toutefois, ne se concrétisera pas. On vote malgré tout la formation d'un comité technico-militaire pour coordonner l'« assistance » aux Palestiniens. Il est basé au Caire et dirigé par Safwat, secondé par des officiers syriens et libanais et des représentants du Haut Comité arabe. Un délégué transjordanien est également nommé mais il ne participe pas aux réunions.
Au sommet de décembre au Caire, en Égypte, sous la pression de leur opinion publique, les dirigeants arabes décident de créer un commandement militaire unifié rassemblant tous les chefs d'état-major arabes et placent Safwat à sa tête ; mais ils restent sourds à la réitération de ses demandes d'octobre, préférant reporter toute décision pour la fin du Mandat. Ils décident toutefois de la formation de l'Armée de libération arabe qui entre en Palestine dès les semaines suivantes.
En février, au Caire, lors d'une réunion du comité de Safwat, celui-ci répète encore ses demandes mais les gouvernements arabes espèrent que les Palestiniens, aidés par les troupes de l'Armée de libération arabe, parviennent à faire en sorte que la communauté internationale renonce au plan de partition. Le conseil suivant est prévu pour début avril.
De son côté, la Haganah interprète mal les plans arabes. À la suite de l'entrée de l'Armée de libération arabe, elle postule que la date de la réunion du Caire est en fait la date du Jour J de l'offensive des troupes d'al-Qawuqji en Palestine.
Ce refus de s'engager directement fait que les armées arabes ne sont pas préparées à la guerre quand la situation rend leur intervention inévitable.

### Problème du matériel

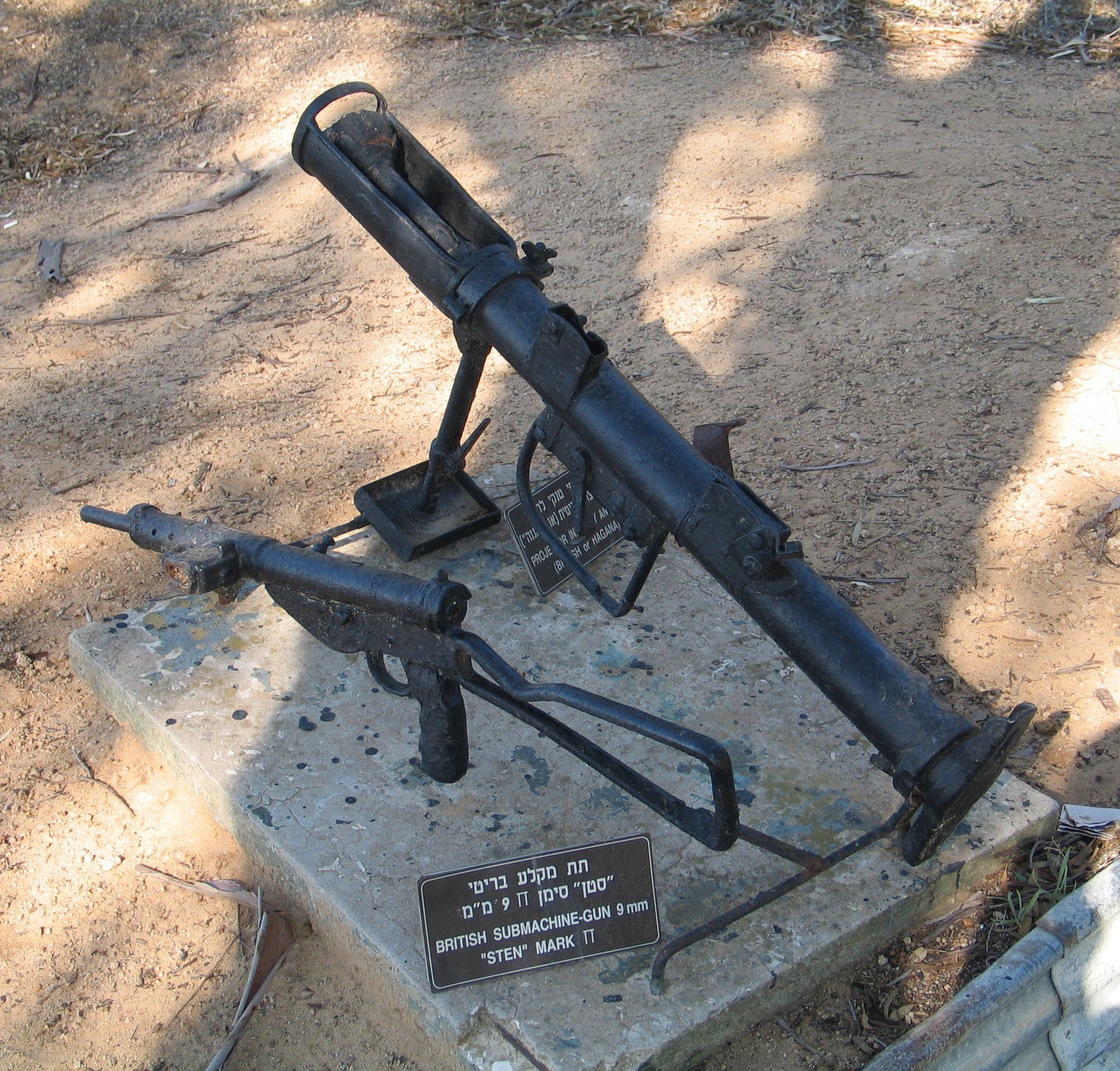
Mitraillette Sten et PIAT (type de bazooka développé par les Britanniques).

Si les pays arabes disposent d'armées régulières et de structures étatiques leur garantissant des sources d'approvisionnement en armes, munitions et matériels, ce n'est pas le cas pour les autres protagonistes du conflit. Pour les Arabes palestiniens et les Juifs, la situation est plus délicate car les Britanniques ont toujours interdit la possession d'armes et ont confisqué tout ce qu'ils trouvaient. Les uns et les autres ne disposent donc ni d'armes lourdes, ni des possibilités données à un État reconnu et établi. Leurs forces et leurs moyens doivent rester clandestins.
L'Armée de libération arabe est en théorie financée et équipée par la Ligue arabe. Un budget d'un million de livres a été promis à cet usage à la suite des insistances d'Ismaïl Safwat. Mais dans la pratique l'argent n'arrive pas et seule la Syrie apporte un réel soutien aux volontaires arabes. Sur le terrain, la logistique a été complètement négligée et leur leader Fawzi al-Qawuqji a prévu de faire vivre les troupes aux frais de la population palestinienne.
La situation de la Jaych al-Jihad al-Mouqaddas et des forces palestiniennes est pire. Elles ne peuvent compter sur aucun soutien extérieur et ne disposent pour seuls fonds que ceux rassemblés par Hadj Amin al-Husseini. Leur armement est limité à ce dont les combattants disposent personnellement. Pour pallier cette situation, ceux-ci doivent se contenter d'armes achetées au marché noir et du pillage d'entrepôts britanniques ; ils ne disposent pas de suffisamment d'armes pour mener une guerre.
La situation des Juifs est un peu meilleure en ce sens qu'ils disposent de plusieurs installations clandestines de fabrication d'armes légères et de munitions ainsi que de réseaux qui en permettent l'acheminement clandestin en Palestine, mais elle reste loin de l'approvisionnement nécessaire pour mener une guerre : en novembre, seul un combattant sur trois est armé et cette proportion monte à deux sur trois au sein du Palmah.
Toutefois, pour David Ben Gourion, le problème n'est pas de mener une guerre mais bien de construire une armée digne d'un État. L'importance qu'il y accorde est illustrée par une pratique qu'il inaugure et qui sera suivie par plusieurs de ses successeurs : cumuler les postes de Premier ministre et de ministre de la Défense. Pour armer mais aussi équiper cette armée, il envoie des agents en Europe et aux États-Unis. Ces derniers y obtiennent le soutien nécessaire : armes légères et munitions commencent à arriver début avril. Les armes lourdes sont opérationnelles à partir de juin.
Jusqu'en mars, la Haganah combat donc la Jaych al-Jihad al-Mouqaddas avec le même manque de matériel que cette dernière et reste en infériorité par rapport à l'Armée de libération arabe. À partir d'avril, elle dispose d'un armement supérieur aux Palestiniens. Après le 15 mai, lors des premières semaines de combats entre Israël et les États arabes, l'avantage en matériel penche en faveur des États arabes. À partir de juin, et en particulier après la première trêve, l'avantage en matériel penche nettement en faveur des Israéliens. Cette évolution de la situation est la conséquence des contacts pris dès ou avant novembre 1947.
Ainsi, les agents du Yichouv obtiennent de la Tchécoslovaquie la fourniture de chasseurs Avia (anciens Messerschmitt) et plus tard Supermarine (Spitfires), mais également de canons, mitrailleuses et munitions. Dans les stocks de la Seconde Guerre mondiale, ils se procurent tout le matériel indispensable à l'équipement d'une armée ainsi que les véhicules nécessaires au transport et à la logistique. En France, ils se procurent des blindés malgré l'embargo. Les agents juifs achètent également des machines pour la fabrication d'armes et de munitions qui seront la base de l'industrie d'armement israélienne. Aux États-Unis, ils achètent quelques bombardiers et avions de transport qui doivent permettre l'acheminement des armes achetées en Europe. L'opération Balak destinée à acheminer ce matériel débute fin mars. Des navires sont également affrétés dans différents ports d'Europe pour que le matériel puisse être acheminé pour le 15 mai. Pour financer tout cela, Golda Meir est parvenue fin décembre à récolter 25 000 000 dollars lors d'une campagne de rassemblement de fonds menée auprès des sympathisants américains de la cause sioniste. De manière générale, sur les cent vingt-neuf millions de dollars récoltés entre octobre 1947 et mars 1949 pour la cause sioniste, plus de soixante-dix-huit millions sont consacrés à l'armement.

### Réorganisation de la Haganah

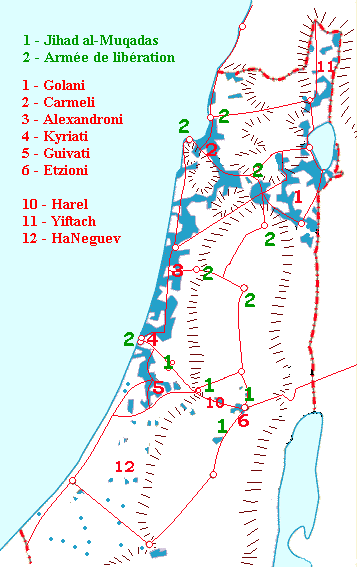
Théâtre d'opération de chaque brigade de la Haganah.

Avec le fait d'avoir « amené les Juifs, de Palestine et d'ailleurs, à tout faire personnellement et financièrement pour aider le Yishouv », le second grand succès de Ben Gourion est de transformer la Haganah, organisation paramilitaire clandestine, en véritable armée.
Ben Gourion nomme Israël Galili à la tête du Conseil du Haut Commandement de la Haganah et scinde celle-ci en six brigades d'infanterie — numérotées de 1 à 6 — qui se voient attribuer un théâtre d'opération précis. Yaakov Dori est nommé chef d'état-major mais c'est Yigaël Yadin qui en assume la responsabilité sur le terrain en tant que chef des Opérations. Le Palmah commandé par Yigal Allon est scindé en trois brigades d'élites numérotées de 10 à 12 et constitue la force mobile de la Haganah,.
Le 19 novembre 1947, la conscription obligatoire est promulguée pour les hommes et les femmes entre 17 et 25 ans. Fin mars, vingt-et-un mille conscrits ont reçu un entraînement militaire,. Le 30 mars, l'appel est étendu aux hommes et aux femmes célibataires âgés de 26 à 35 ans. Cinq jours plus tard, l'ordre de mobilisation générale est lancé pour tous les hommes de moins de 40 ans.
Fin novembre, l'unité tactique est la compagnie et l'unité opérationnelle la section. Vers mars-avril 1948, l'unité tactique passe au niveau de la brigade. Ces unités opèrent au niveau opérationnel à partir d'avril-mai lors de la deuxième phase de la guerre mais restent sous-équipées. Dès avril, la Haganah mène des opérations au niveau de la brigade. À partir de juillet, elle va mener des opérations coordonnées regroupant plusieurs brigades et à partir d'octobre, opérera au niveau de la division avec des offensives sur plusieurs fronts simultanément.

### Le plan Daleth (mars 1948)

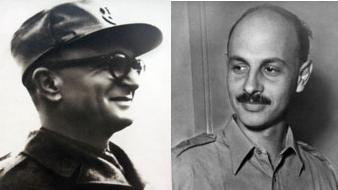
Yaakov Dori, chef d'état-major de la Haganah et son bras droit Yigaël Yadin, chef des opérations.

Le plan Daleth est finalisé le 10 mars 1948 sous la direction de Yigaël Yadin. Ce plan de 75 pages établit les règles et les objectifs qui sont suivis par la Haganah lors de la deuxième phase de la guerre. Son objectif principal est de garantir la continuité territoriale du Yichouv, notamment en réponse à la guerre des routes menée par Abd al-Kader al-Husseini et en prévision de l'entrée en guerre annoncée des pays arabes.
Il existe une polémique entre historiens autour de ce plan. Certains y voient un plan de nettoyage ethnique (ou la preuve de telles intentions à l'encontre des Palestiniens) que les instances dirigeantes du Yichouv auraient mis en œuvre. Selon d'autres, le plan Daleth sort absolument du contexte de l'exode palestinien et n'a qu'un caractère purement militaire.

## Offensive de la Haganah (1eravril - 15 mai 1948)
La seconde phase qui débute en avril marque le tournant dans la politique de la Haganah qui passe d'une position défensive à l'offensive. Les groupes armés palestiniens sont vaincus. Le siège de Jérusalem est temporairement levé et la ville ravitaillée. Le Yichouv prend le contrôle des routes principales qui lient les différentes implantations ainsi que des localités mixtes et de Jaffa. La société palestinienne s'effondre. Un exode massif s'enclenche.
À ce moment, les forces arabes comptent environ dix mille hommes dont trois à cinq mille servant dans l'Armée de libération arabe,. Depuis l'ordre de mobilisation générale lancé par Ben Gourion en novembre, les effectifs de la Haganah ont constamment augmenté. Les forces juives alignent entre quinze et vingt mille hommes, mieux équipés, entraînés et organisés que les forces arabes palestiniennes,.
Lors de ces opérations militaires, les milices sionistes qui ne sont pas encore les forces de défense d'Israël occupent, expulsent et le plus souvent, détruisent totalement, en 45 jours (du 30 mars au 15 mai), 200 villages palestiniens.

### OpérationNahshon(5 - 20 avril 1948)

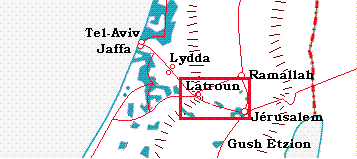
Théâtre des opérations.

Fin mars, les troupes d'Abd al-Kader al-Husseini empêchent les convois de ravitaillement d'atteindre Jérusalem. La ville est assiégée et la population juive est rationnée. Suivant le modus operandi recommandé par le plan Daleth, David Ben Gourion décide de lancer l'opération Nahshon pour désenclaver et ravitailler la ville. Du 5 au 20 avril, mille cinq cents combattants des brigades Guivati et Harel vont prendre le contrôle de la route et permettre à trois (ou quatre) convois de ravitailler Jérusalem.

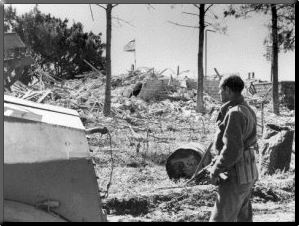
Soldat de la Haganah dans le village de Qastel le 5 avril 1948.

L'opération est un succès militaire. Tous les villages arabes qui bloquaient la route ont été pris et détruits et les forces juives sont sorties victorieuses de tous les engagements. Tous les objectifs ne sont toutefois pas atteints car seules mille huit cents tonnes sur les trois mille prévues sont acheminées, soit de quoi « assumer deux mois d'un sévère rationnement ».
Abd al-Kader al-Husseini est tué durant la nuit du 7 au 8 avril durant les combats qui se déroulent à Qastel. La mort du leader charismatique palestinien « bouleverse la stratégie et l'organisation arabes dans le secteur de Jérusalem ». Son successeur, Emil Ghouri, change de tactique pour bloquer la ville. Au lieu de provoquer une série d'embuscades tout au long du parcours, il fait ériger le 20 avril un « énorme » barrage à Bab-el-Oued : Jérusalem est à nouveau isolée.
L'opération Nahshon montre également la très mauvaise organisation des Arabes palestiniens face à la guerre. Faute de logistique, notamment pour l'approvisionnement en nourriture et munitions, ils sont incapables de maintenir des combats plus de quelques heures en dehors de leurs bases permanentes.
Face aux événements, le Haut Comité arabe demande au commissaire Cunningham d'autoriser le retour du Mufti, seul capable de redresser la situation. Malgré l'autorisation donnée, ce dernier ne se rend pas à Jérusalem. Sa chute de prestige ouvre la voie à l'expansion de l'influence de l'Armée de libération arabe et d'al-Qawuqji dans le secteur de Jérusalem.

### Massacre de Deir Yassin (9 avril 1948)
Deir Yassin est un village situé à 5 km à l'ouest de Jérusalem. Le 9 avril 1948, en dehors du cadre de l'opération Nahshon, 120 membres de l'Irgoun et du Lehi y massacrent entre 100 et 120 personnes, pour la plupart des civils non-combattants.
Ce massacre suscite l'indignation de la communauté internationale d'autant que la presse de l'époque rapporte le chiffre de 254 victimes. Ben Gourion le condamne ainsi que les principales autorités juives : la Haganah, le Grand Rabbinat et l'Agence juive qui envoie une lettre de condamnation, d'excuses et de condoléances au roi Abdallah. Selon Morris, « l'effet immédiat le plus important du massacre et de la campagne médiatique sur l'atrocité qui suivit fut de déclencher et de promouvoir la peur et plus tard la fuite panique des villages et villes de Palestine ». Une autre conséquence importante est la répercussion au sein de la population arabe des États voisins qui augmente encore la pression sur leurs dirigeants pour s'engager dans la bataille et venir à l'aide des Palestiniens,.
En représailles, le 13 avril, un convoi médical se dirigeant vers l'hôpital Hadassah du Mont Scopus à Jérusalem est attaqué par les Arabes. Quatre-vingts médecins et infirmières sont tués. Quelques soldats britanniques essayent d'intervenir pour arrêter le massacre, mais sans succès.

### Bataille de Mishmar Ha'emek (4 - 15 avril 1948) et continuation de l’expulsion des villages arabes

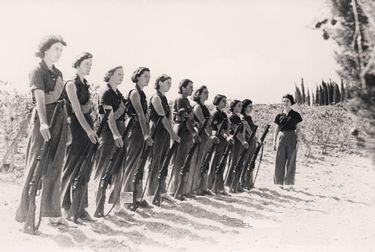
Femmes à l'entraînement à Mishmar Ha'emek.

Mishmar Ha'emek est un kibboutz du Mapam fondé en 1930 dans la vallée de Jezreel près de la route Haïfa-Megido-Jénine. Il est situé sur ce que les officiers de la Haganah considèrent comme un des axes de pénétration les plus probables pour une « attaque arabe majeure » contre le Yichouv,.
Le 4 avril, l'Armée de libération arabe de Fawzi al-Qawuqji se lance à l'attaque du kibboutz avec le soutien de son artillerie (7 canons de 75 et 3 canons de 88), (Ilan Pappé indique que l’ALA n’avait qu’un seul canon à cette bataille). Elle est déclenchée en riposte aux expulsions de nombreux villages arabes qui ont eu lieu les semaines précédentes. L'attaque est repoussée par les membres du kibboutz secondés par des soldats de la Haganah. Les tirs d'artillerie qui ont détruit la quasi-totalité du kibboutz sont arrêtés par une colonne britannique qui arrive sur les lieux sur les ordres du général Mac Millan et le 7 avril, Fawzi al-Qawuqji accepte un cessez-le-feu de 24 heures mais exige la reddition du kibboutz. Les habitants en évacuent les enfants et après avoir consulté Tel Aviv refusent la reddition,.
Le 8 ou 9 avril, la Haganah a préparé la contre-offensive conformément aux directives du plan Daleth. Les opérations sont confiées à Yitzhak Sadeh avec ordre de « nettoyer » la région. La bataille dure jusqu'au 15 avril. Les hommes de Sadeh prennent tous les villages aux alentours et l'Armée de libération arabe doit se replier sur ses bases de Jabba. La plupart des habitants fuient mais quand ils n'ont pas fui, ils sont emprisonnés ou chassés de force vers Jénine. Les villages sont alors rasés aux explosifs. Des massacres et des pillages auraient également été commis par des kibboutznikim.
Selon Morris, les combattants de l'Armée de libération sont démoralisés par les rapports sur Deir Yassin et la mort d'Abd al-Kader al-Husseini. Au cours des combats, ils se seraient généralement repliés en premier, abandonnant les villageois. Lapierre et Collins rapportent que Joshua Palmon, à la tête d'un commando de six hommes, aurait failli s'emparer des précieuses pièces d'artillerie et dépeignent les événements comme une débâcle pour laquelle Fawzi al-Qawuqji trouve des excuses extravagantes, déclarant notamment que les Juifs disposaient de 120 tanks, de 6 escadrilles de bombardiers et chasseurs et qu'ils étaient appuyés par un régiment de volontaires russes non juifs.
Alors que la bataille est terminée, les forces du Palmah continuent les opérations de nettoyage jusqu'au 19 avril, détruisant plusieurs villages et en chassant la population. Des villages sont également évacués sur instruction des autorités arabes. La Haganah vide six villages du 2 au 15 avril, l’Irgoun harcèle et pousse au départ les habitants de Cheikh Muwannis. Du 30 mars au 15 mai, 200 villages avaient été occupés et expulsés, en plus des villes. En mai, l'Irgoun effectue plusieurs opérations dans la région, rasant plusieurs villages et commettant des massacres. Des contingents des brigades Golani et Alexandroni attaquent de même plusieurs villages et les rasent.

### Bataille de Ramat Yohanan et défection des Druzes
À la suite du « fiasco » de Mishmar Ha'emek, Fawzi al-Qawuqji ordonne au régiment druze de l'Armée de libération arabe, commandé par Shakib Wahab de mener des opérations de diversion pour le soulager. Ce dernier prend position avec ses hommes dans plusieurs villages arabes à dix kilomètres à l'est de Haïfa d'où il attaque sporadiquement le trafic et les implantations juives, dont Ramat Yohanan.
La Haganah et les kibboutzim repoussent facilement les assauts et rasent les villages d'où ils lançaient leurs attaques. Une fois leurs munitions épuisées, les Druzes de Wahab se replient sur leur base de Shafa'amr avec une centaine de blessés,.
Les Druzes avaient déjà été en contact à plusieurs reprises avec des agents du Yichouv. À la suite de cette défaite, les officiers druzes, à l'insu de leur chef, prennent contact avec Moshe Dayan pour offrir leur défection et rejoindre les rangs de la Haganah. Après en avoir référé à Yigaël Yadin, il refuse la proposition mais leur propose de mener des opérations de sabotage sur les arrières des Arabes et de pousser leurs camarades à la désertion. Début mai, ce sont 212 soldats de Wahab qui ont déserté. Prenant conscience de l'attitude de ses hommes, Wahab rencontre à son tour des agents de liaison juifs le 9 mai et accepte de coopérer avec la Haganah. Les parties évitent de s'affronter et Wahad crée une enclave neutre dans le centre de la Galilée. Il ne répond pas aux appels à l'aide d'Acre et évite d'être présent quand la Haganah occupe la forteresse de police de Shafa'amr lors de son évacuation par les Britanniques.
Cette attitude influence le sort réservé aux Druzes après la guerre. Étant donné les bonnes relations qu'ils avaient entretenues avec le Yichouv depuis 1930 et malgré leur collaboration avec le Haut Comité arabe et la Ligue arabe, Ben Gourion insistera pour que les Druzes (ainsi que les Circassiens et les Maronites) bénéficient d'un statut particulier par rapport aux autres Arabes.

### Siège et attaque des localités mixtes (10 avril - 17 mai 1948)
Le plan Daleth prévoit d'assurer la continuité territoriale dans les zones allouées aux Juifs par le plan de partage de l'ONU. Suivant cette stratégie, les centres urbains mixtes ou en bordure de cette zone doivent être attaqués ou assiégés par les Juifs. Tibériade est attaqué le 10 avril et tombe le 16. Haïfa tombe le 23 avril après une seule journée de combat. Jaffa est attaqué le 27 avril mais les Britanniques empêchent la prise de la ville qui ne tombe qu'après leur départ au cours de l'opération Hametz. Safed tombe le 11 mai dans le cadre de l'opération Yiftah, Beït Shéan le 13 mai et Acre le 17 mai dans le cadre de l'opération Ben Ami.
Les habitants fuient en masse ou sont chassés. Sur ces six villes, il ne reste fin mai qu'environ 13 000 habitants arabes sur les 177 000 initiaux. Le phénomène est équivalent dans les faubourgs et la plupart des villages arabes autour de ces villes.

### Opération Yiftah (20 avril - 24 mai 1948)

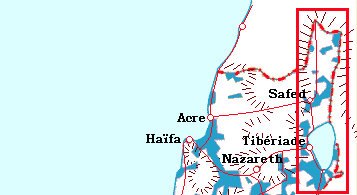
Théâtre des opérations.

Au nord-ouest de la Galilée, entre le lac de Tibériade et Metula (zone appelée aussi « doigt de Galilée »), se trouve la région sous contrôle juif la plus éloignée et la plus isolée des centres de la plaine côtière. La présence de la frontière libanaise au nord, de la frontière syrienne à l'est et la présence arabe dans le reste de la Galilée en font une cible probable de l'intervention des armées arabes. Dans le cadre du plan Daleth, Yigaël Yadin confie à Yigal Allon la direction de l'opération Yiftah dont les objectifs sont le contrôle de toute la région et sa consolidation en vue de l'attaque arabe prévue pour le 15 mai.
Yigal Allon dispose de deux bataillons du Palmah en sous-effectif et doit faire face à la population de Safed et de plusieurs douzaines de villages arabes. La situation est également problématique du fait de la présence des Britanniques, bien que ceux-ci commencent leur évacuation de la région. Selon son analyse, il est indispensable de vider complètement la zone de la présence arabe pour couvrir ses arrières, tandis que l'exode encombrerait les routes par lesquelles doivent pénétrer les forces arabes.
Le 20 avril, il lance une campagne mêlant propagande, attaques, contrôle des places-fortes abandonnées par les Britanniques et destructions des villages arabes conquis. Le 1er mai, des miliciens arabes basés en Syrie et au Liban lancent une contre-offensive contre des implantations juives mais sans succès. Le 11 mai, Safed tombe et l'opération se termine le 24 mai par l'incendie des villages arabes de la vallée de Hula. Les forces syriennes échouent dans leur offensive sur la région et fin juin, la zone allant de Tibériade à Metula en passant par Safed aura été vidée de toute sa population arabe.

### Opération Maccabée (8 - 15 mai 1948)
Dans la continuité de l'opération Nahshon et à la suite du nouveau blocage de la route Tel-Aviv - Jérusalem, Yigal Yadin donne l'ordre à la 5e brigade Guivati et à la 10e brigade Harel d'opérer dans le secteur ouest du couloir Tel Aviv - Jérusalem afin de le sécuriser. Plusieurs villages changent de main à plusieurs reprises mais finissent par être contrôlés par les forces juives.
Le 15 mai au matin, une patrouille de la brigade Guivati pénètre dans l'enceinte du poste de police de Latroun. Toutefois, à la suite de l'avance de l'armée égyptienne, la brigade reçoit l'ordre de se redéployer plus au sud et les soldats abandonnent la position. Il s'agit d'une occasion manquée qui sera lourde de conséquence dans la bataille pour Jérusalem car la position de Latroun permet de contrôler la route entre Tel-Aviv et la Ville sainte. Les six assauts qui seront menés entre fin mai et mi-juillet contre Latroun échoueront tous et feront 168 victimes dans le camp israélien.

### Rencontre entre Abdallah et Golda Meir (10 mai 1948)

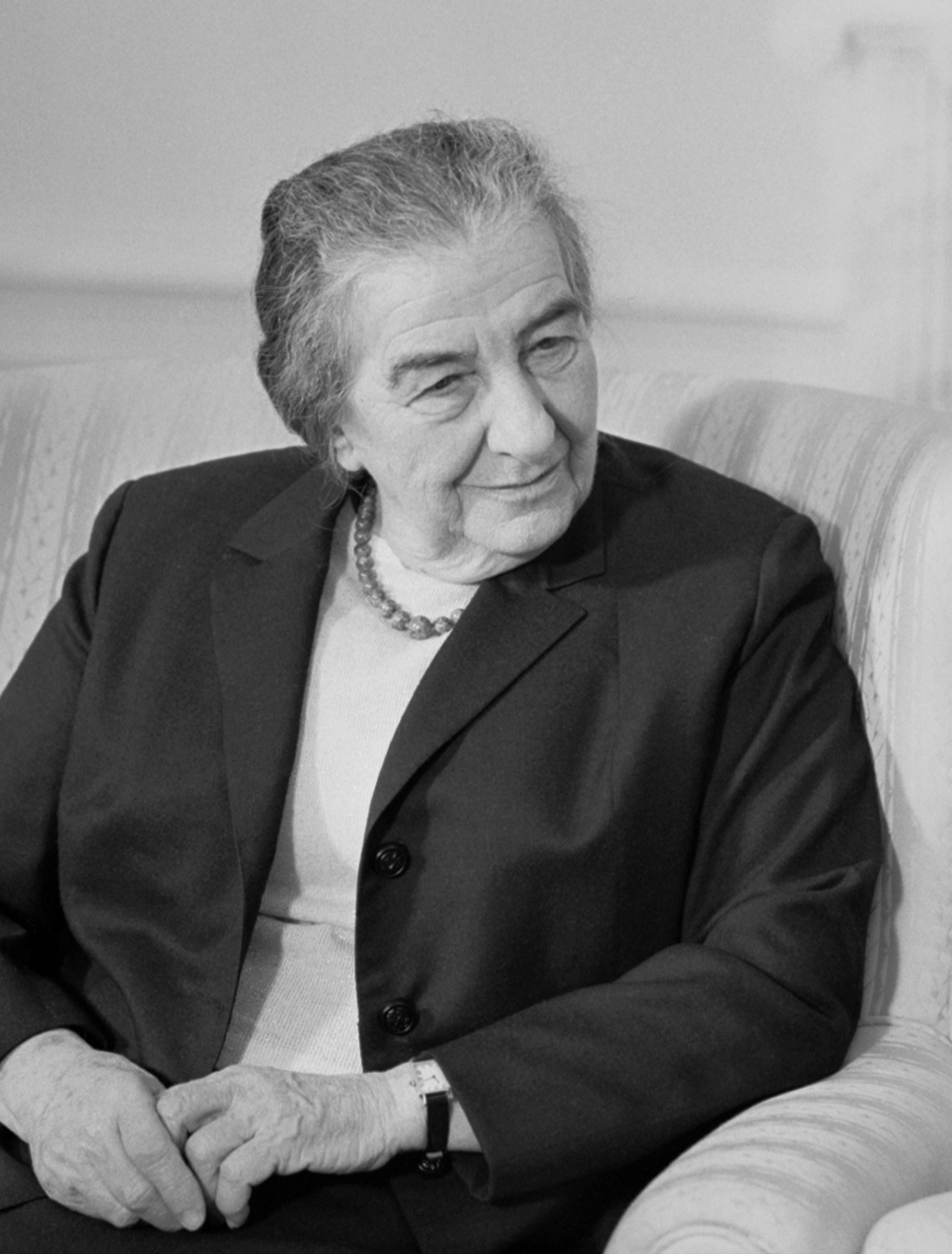
Golda Meir en 1973.

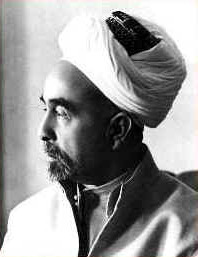
Abdallah Ier de Jordanie.

Le 10 mai, Golda Meir et Ezra Danin se rendent secrètement à Amman au palais du roi de Jordanie Abdallah pour discuter de la situation avec lui.
La position d'Abdallah est difficile. D'un côté, ses ambitions personnelles, les promesses faites au Yichouv en novembre 1947 et le feu vert britannique le poussent à envisager une annexion de la partie arabe de la Palestine sans intervention contre le futur État israélien. De l'autre, la pression de son peuple en réaction au massacre de Deir Yassin, l'exode palestinien et ses accords avec les autres membres de la Ligue arabe le poussent à s'impliquer plus fortement dans la guerre. Il dispose également d'une position de force, avec le soutien militaire britannique ainsi que celui de la Ligue arabe.
Dans son journal, David Ben Gourion relate l'entrevue rapportée par Golda Meïr :

« La rencontre fut amicale. Il semblait tracassé et avait un air horrible. Il ne nia pas qu'il y avait eu discussion et compréhension entre nous autour d'un arrangement désirable, précisément qu'il prendrait la partie arabe de la Palestine. […] Mais Abdallah dit qu'il ne pouvait, le 10 mai, offrir aux Juifs qu'une autonomie dans un royaume hachémite élargi. Il ajouta que même s'il n'était pas intéressé par l'invasion des zones allouées à l'état juif, la situation était volatile. Mais il avança l'espoir que la Jordanie et le Yichouv concluraient un accord de paix une fois que la poussière serait retombée ».

Les analyses concernant les motivations et les conclusions de cette réunion sont controversées.
Selon Dominique Lapierre et Larry Collins et l'historiographie israélienne, l'objectif des négociateurs du Yichouv est de « proposer un ultime accord de paix et éviter l'attaque des armées arabes ». À ce moment, la balance des forces ne leur est théoriquement pas favorable mais Golda Meïr ne parvient pas à convaincre le roi.
Selon Morris, Abdallah « revient sur ses promesses de novembre de ne pas s'opposer au plan de partage » en laissant toutefois à Golda Meïr l'impression qu'il ferait la paix avec l'État juif une fois la guerre en cours terminée.
Avi Shlaim parle lui d'un accord « tacite » pour empêcher le partage de la Palestine avec les Palestiniens. Il défend la thèse d'une collusion entre le Royaume hachémite de Jordanie et le Yichouv. L'historien Yoav Gelber rejette cette thèse et a consacré un ouvrage spécifique à la démonter.
Pierre Razoux indique que « la plupart des experts estiment qu'il est probable » que Ben Gourion et le roi Abdallah se soient entendus pour partager la Palestine et que ce n'est que sous la pression des pays arabes qu'Abdallah fut contraint de rompre sa promesse. Selon lui, cette thèse permet d'expliquer l'attitude des Britanniques qui suivant cette option auraient répondu à la fois aux promesses faites par Balfour au Yichouv et à celles faites aux Hachémites à l'époque de Lawrence d'Arabie. Il souligne que « la présence […] de détachements de la Légion arabe [avant le 15 mai] près des positions stratégiques tenues par les Britanniques prend ainsi tout son sens ».
Ilan Pappé souligne que ni les ministres d'Abdallah, ni le monde arabe ne semblent être au courant des discussions entre le Yichouv et lui, même si ses ambitions sur la Palestine sont par contre connues. Il indique également que Sir Alec Kirkbride et Glubb Pacha pensent à l'époque qu'au moins le Secrétaire Général de la Ligue Arabe, Azzam Pacha, doit être au courant du double jeu du roi Abdallah.
Il est certain en tout cas que Golda Meïr et Abdallah ne trouvent pas d'accord sur le statut de Jérusalem : le 13 mai, la Légion arabe prend Kfar Etzion situé à mi-chemin sur la route stratégique entre Hébron et Jérusalem. 127 des 131 défenseurs dont 21 femmes sont tués ou massacrés après leur reddition. Et le 17 mai 1948, Abdallah ordonne à Glubb Pacha de lancer l'assaut contre la ville sainte.

### Chute et massacre de Kfar Etzion (12 - 13 mai 1948)

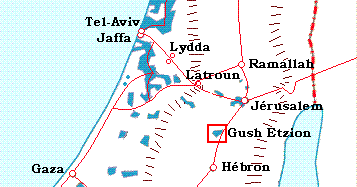
Théâtre des opérations.

Kfar Etzion est un bloc de quatre colonies établies sur la route stratégique entre Hébron et Jérusalem, en plein milieu du territoire arabe. Il comprend 400 habitants fin 1947. Dès l'adoption du plan de partage, il est l'objet d'attaques arabes. Ben Gourion l'a fait renforcer le 7 décembre par une section du Palmah mais a autorisé le 8 janvier l'évacuation des femmes et des enfants.
Depuis le 26 mars, date à laquelle le dernier convoi de ravitaillement a réussi à l'atteindre au prix de très lourdes pertes, il est complètement isolé.
Le 12 mai à l'aube, des unités de la Légion arabe l'attaquent lors de leur retrait du pays. Le commandant des opérations, Abdullah Tel, dispose de deux compagnies d'infanterie, d'une douzaine de blindés et d'une batterie de mortiers de trois pouces. Ses forces sont également secondées par plusieurs centaines d'irréguliers locaux.
Les motivations avancées sont d'une part la protection d'un des derniers convois de ravitaillement dont pourrait bénéficier la Légion arabe avant l'embargo et qui doit arriver par cette route, d'autre part la gêne occasionnée par ce bloc pour déployer la Légion dans la zone d'Hébron qui est un des objectifs d'Abdallah. Ce dernier souhaite également, avant l'invasion projetée des territoires arabes à l'ouest du Jourdain, augmenter son prestige auprès de la population palestinienne.
Les défenses extérieures tombent rapidement. La Haganah ne dispose d'aucune arme pour répondre aux canons et aux mortiers de la Légion arabe. Le 13 mai, le kibboutz principal est capturé. Sur les 131 défenseurs, 127 parmi lesquels 21 femmes sont tués dans les combats ou massacrés après s'être rendus. Les trois autres implantations se rendent sur ces entrefaites et l'ensemble est ensuite pillé et rasé,.
Les événements de Kfar Etzion montrent les limites de la politique interdisant toute évacuation. Si elle est efficace en cas de guerre civile et face à des groupes armés, les implantations juives isolées ne peuvent résister à la puissance de feu d'une armée régulière ; une évacuation aurait permis d'éviter la mort ou la captivité des défenseurs.
Selon Yoav Gelber, la chute et le massacre de Kfar Eztion influencent aussi la décision de David Ben Gourion de lancer l'offensive à Jérusalem alors qu'il était initialement hésitant, craignant les réactions dans le monde chrétien. La bataille pour Jérusalem est engagée.

### Opération Kilshon (13 - 18 mai 1948)

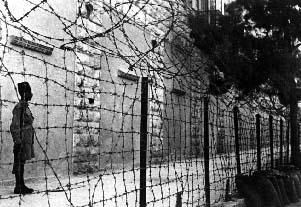
Bevingrad. Centre de la zone de sécurité britannique à Jérusalem.

À Jérusalem, les Britanniques disposent de plusieurs bâtiments stratégiques, dont en son centre une zone de sécurité appelée Bevingrad. On y trouve notamment la station de radio, le central téléphonique, l'hôpital gouvernemental, des casernes ainsi que l'hostellerie de Notre-Dame qui domine toute la ville.
Le premier objectif de l'opération Kilshon est de prendre le contrôle de cette zone stratégique lors du retrait britannique. Le second est dans la foulée de former un front continu entre les différentes localités juives isolées. Pour cela, David Shealtiel a mobilisé 400 hommes de la Haganah et 600 miliciens supplémentaires. Emil Ghuri, le nouveau chef de la Jaych al-Jihad al-Mouqaddas, a prévu également de prendre ces quartiers et a mobilisé 600 hommes pour la mission ; mais il n'a préparé aucune opération.
Grâce à des complicités britanniques, les hommes de la Haganah ont obtenu l'horaire exact de l'évacuation des derniers éléments britanniques gardant la zone protégée et les bâtiments considérés comme stratégiques. Le 15 mai à 4 h, ils prennent l'un après l'autre les bâtiments, suivant de quelques minutes l'évacuation britannique et prenant les forces arabes au dépourvu pour la première phase de l'opération.
La suite se passe tout aussi bien pour les troupes juives. Les forces arabes se montrent incapables d'opposer une quelconque résistance. Au nord, les forces juives s'emparent de Cheikh Jarrah, font la liaison avec le mont Scopus et prennent les voisinages de la colonie américaine. Au sud, elles assurent la jonction entre la colonie allemande, la colonie grecque, Talpiot et Ramat Rahel via la prise de la caserne Allenby. Une unité du Palmah reprend même contact avec le quartier juif de la Vieille Ville via la porte de Sion.
Face à cet assaut, les irréguliers arabes sont impuissants et cèdent à la panique, en appelant « désespérément » à la Légion arabe et annonçant la chute imminente de la ville.

### Opération Ben-'Ami (13 - 22 mai 1948)

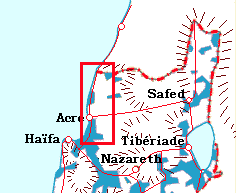
Théâtre des opérations.

Dans le cadre du plan Daleth, Yigaël Yadin a prévu de réaliser une percée dans l'ouest de la Galilée où se trouvent plusieurs implantations juives isolées. Au-delà d'Acre et jusqu'à la frontière libanaise, cette zone se situe toutefois dans la partie attribuée aux Arabes par le plan de Partition et sur la route prévue pour l'entrée des forces libanaises en Palestine.
Le commandement est confié à Moshe Carmel à la tête de la brigade Carmeli. Celui-ci divise l'opération en deux phases. La première débute le 13 mai au soir avec l'avancée de long de la côte d'une colonne de véhicules blindés et de camions de la Haganah qui ne rencontrent aucune résistance. Les forces de l'Armée de libération arabe présentes dans la zone se replient sans combattre et l'opération se termine par la prise d'Acre le 18 mai. Dans une seconde phase, du 19 au 22 mai, les forces du 21e bataillon effectuent une percée jusqu'au kibboutz Yehi'am à la frontière libanaise. Plusieurs villages arabes sont conquis et détruits dans la foulée.

### Exode palestinien

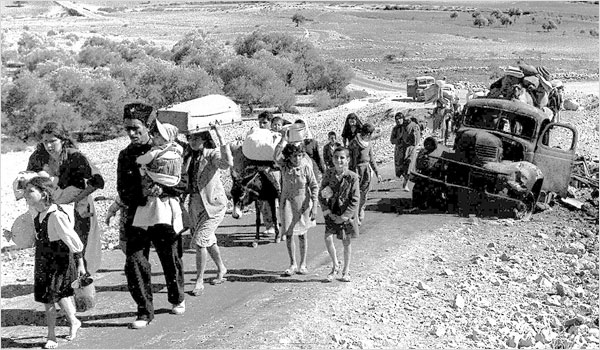
Réfugiés palestiniens sur les routes de l'exode.

Sur l'ensemble de la seconde phase (avril-mai 1948), les différentes offensives de la Haganah ont été accompagnées d'un exode massif de 250 000 à 300 000 arabes palestiniens , auxquels il ne faut pas oublier d'ajouter les 100 000 de la première vague (décembre 1947 à mars 1948). C'est généralement à tous ceux-ci que l'on fait référence quand on parle de l'exode palestinien de 1948, même si à cette heure ce dernier n'est pas terminé. Ces deux vagues furent aussi les plus largement médiatisées dans la presse de l'époque.
Les causes de cet exode et ses responsabilités sont un sujet controversé entre les commentateurs du conflit et même entre les historiens spécialistes de la période. Parmi les différentes causes possibles, l'historiographie israélienne a longtemps déclaré que les Palestiniens avaient fui à la suite des instructions des autorités arabes. Aujourd'hui deux thèses principales s'affrontent : pour certains, tels Ilan Pappé, ils ont fui dans le cadre d'une politique d'expulsion planifiée qui aurait été organisée par les autorités du Yichouv et mise en œuvre par la Haganah. La plupart des historiens reconnaissent l'existence d'expulsions décidées localement mais voient dans les événements l'effet cumulé de toutes les conséquences d'une guerre civile de cette ampleur.
Ces événements et la controverse sont détaillés dans l'article sur l'exode palestinien.

### Préparatifs de la Ligue arabe (février - mai 1948)
Lors de la dernière réunion de la Ligue arabe en février, les dirigeants arabes avaient foi en la capacité à l'Armée de libération arabe à seconder les Palestiniens et à faire renoncer la communauté internationale au plan de partition. Au sommet du Caire du 10 avril, la situation a nettement évolué, avec la mort Abd al-Kader al-Husseini et la débâcle de Mishmar Ha'emek.
À nouveau, Ismaïl Safwat en appelle à l'envoi immédiat des armées arabes aux frontières de la Palestine et à la nécessité de passer d'une politique de raids limités à des opérations d'envergure. Pour la première fois, les dirigeants arabes vont discuter de l'éventualité de leur intervention en Palestine.
La Syrie et le Liban se déclarent prêts à intervenir immédiatement. Mais le roi Abdallah refuse que les forces de la Légion arabe à ce moment présentes en Palestine interviennent ouvertement en faveur des Palestiniens, ce qui énerve le Secrétaire Général de la Ligue, Azzam Pacha qui déclare qu'Abdallah ne fait là que céder au diktat britannique. Abdallah se déclare toutefois prêt à envoyer la Légion seconder les Palestiniens après le 15 mai. En réponse, la Syrie insiste pour que l'armée égyptienne participe également ; malgré l'opposition de son Premier ministre, le roi Farouk répond favorablement à la demande syrienne, mais plus pour contrer les visées hégémoniques jordaniennes que pour venir en aide aux Palestiniens.
Plus tard, à la suite de la visite de plusieurs dignitaires palestiniens à Amman, et malgré l'opposition du mufti Hadj Amin al-Husseini et de la Syrie, le Secrétaire général de la Ligue arabe Azzam Pacha accepte la proposition d'Abdallah et envoie Ismaïl Safwat à Amman pour organiser la coordination entre l'Armée de libération arabe et la Légion. Il est décidé que le commandement des opérations sera dévolu à Abdallah et que les Irakiens déploieront une brigade en Transjordanie pour préparer l'intervention du 15 mai. Abdallah aurait les mains libres en Palestine.
Le 26 avril, le roi annonce officiellement au parlement transjordanien « son intention d'occuper la Palestine » et appelle les Juifs à se placer sous sa juridiction. Il promet aussi de protéger leur vie. Le Yichouv perçoit cette annonce comme une déclaration de guerre et incite les Occidentaux par voie diplomatique à faire pression sur le roi pour en empêcher l'intervention.
Le 30 avril, Égyptiens, Irakiens et Jordaniens se disputent le commandement. Le roi Abdallah reçoit le titre honorifique de commandant en chef et le général irakien Nur al-Din Mahmud le titre de chef d'état-major, mais il est convenu que chaque armée agirait de manière indépendante sur son théâtre d'opération.
Le 4 mai, le corps expéditionnaire irakien arrive à Mafraq. Il comporte un régiment de blindés, un régiment d'infanterie mécanisée et 24 pièces d'artillerie, pour un total de mille cinq cents hommes. Les Syriens n'ont pas pu mobiliser une force supérieure. De leur côté, les Égyptiens ont rassemblé dans le Sinaï deux brigades, soit environ sept mille hommes.
Ce n'est que le 8 mai que le Foreign Office est certain de l'invasion arabe, mais  le 10 mai les Libanais annoncent qu'ils ne participeront pas aux opérations militaires. Alors que les officiers britanniques qui étudient la situation voient les armées arabes, à l'exception de la Légion arabe, comme n'étant pas préparées aux combats à venir, les officiers égyptiens considèrent que leur avancée sera « une parade sans le moindre risque et que leur armée sera à Tel-Aviv en deux semaines ». L'état de préparation des soldats est pourtant tel que, selon Lapierre et Collins, ils ne disposent même pas de cartes de la Palestine. À ce moment, les plans définitifs d'invasion ne sont pas encore établis et les diplomates britanniques essaient en vain de faire revenir les dirigeants arabes sur leur décision.
Le 15 mai 1948, la Ligue arabe justifie la nécessité de l'intervention armée en Palestine pour garantir la sécurité et le droit à l'autodétermination de sa population. Le 13 mai, Ismaïl Safwat a démissionné dans l'indifférence générale.

## Synthèse

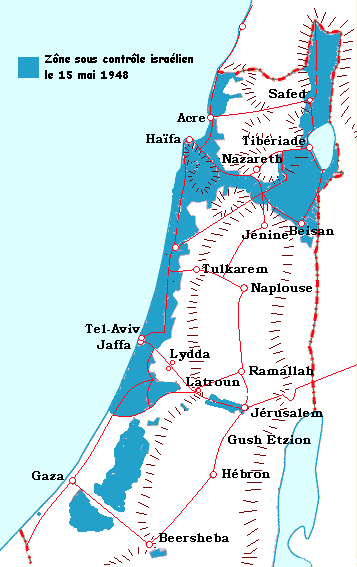
Zones sous contrôle des forces juives à la veille de l'intervention des armées arabes et d'où a fui ou a été chassée la majeure partie de la population palestinienne.

Dès le lendemain du vote du plan de partition à l'ONU, les explosions de joie dans la communauté juive sont contrebalancées par l'expression de mécontentement au sein de la communauté arabe. Rapidement, la violence éclate et va croissant : des attentats, représailles et contre-représailles font que des dizaines de victimes se succèdent sans que personne parvienne à contrôler l'engrenage.
Sur la période de décembre 1947 et janvier 1948, on compte près de mille morts et deux mille blessés. Fin mars, un rapport fait état de plus de deux mille morts et quatre mille blessés. Ces chiffres correspondent à une moyenne supérieure à cent morts et deux cents blessés chaque semaine, et ce sur un total de deux millions d'habitants.
Dès janvier, sous l'œil indifférent des autorités britanniques, les opérations prennent une tournure plus militaire avec l'entrée en Palestine de plusieurs régiments de l'Armée de libération arabe qui se répartissent dans les différentes villes côtières et renforcent la Galilée et la Samarie. Abd al-Kader al-Husseini arrive également d'Égypte à la tête de plusieurs centaines d'hommes de la Jaych al-Jihad al-Mouqaddas et après en avoir recruté plusieurs milliers d'autres organise le blocus des cent mille Juifs de Jérusalem. Les autorités du Yichouv tentent de ravitailler la ville via des convois regroupant jusqu'à une centaine de véhicules blindés pour forcer les barrages mais l'opération s'avère de plus en plus impraticable et coûteuse en vies. En mars, la tactique a payé. La quasi-totalité des véhicules de la Haganah ont été détruits, plusieurs centaines de combattants ont été tués et le blocus est efficace. La situation est d'autant plus critique que les implantations juives du Nord de la Galilée et du Néguev sont isolées. Tandis que la population juive a reçu des instructions strictes l'obligeant à tenir à tout prix sur tous les terrains, la population arabe est plus affectée par la situation d'insécurité que connaît le pays. Durant ces premiers mois, près de 100 000 Palestiniens, principalement des classes supérieures, vont quitter leurs maisons pour se réfugier en lieu sûr à l'étranger ou en Samarie.
Cette situation pousse les États-Unis à revenir sur leur soutien au plan de partition, mais rassure la Ligue arabe sur sa fausse analyse de la capacité des Palestiniens, renforcés par l'Armée de libération arabe, d'empêcher le partage. De leur côté, le 7 février 1948, les Britanniques optent définitivement pour l'option du soutien à l'annexion de la partie arabe de la Palestine par la Transjordanie.
Même si un certain doute s'installe dans le Yichouv, les défaites apparentes sont plus dues à une politique attentiste de la Haganah qu'à une réelle faiblesse. David Ben Gourion a réorganisé la Haganah et rendu la conscription obligatoire. Tous les hommes et femmes du pays reçoivent un entraînement militaire. Grâce aux fonds rassemblés par Golda Meir aux États-Unis et à la suite du soutien à la cause sioniste par Staline, les représentants juifs ont pu signer des contrats très importants d'armement dans les pays de l'Est. D'autres agents ont récupéré dans les stocks de la Seconde Guerre mondiale de quoi équiper l'armée dont le Yichouv a besoin. L'opération Balak permet l'acheminement des premières armes et équipements dès la fin du mois de mars. David Ben Gourion a également confié à Yigaël Yadin le soin d'étudier un plan militaire permettant de préparer le Yichouv à l'intervention annoncée des États arabes. Il s'agit du plan Daleth qui est mis en application dès le début du mois d'avril.
En avril, la guerre civile entre dans une deuxième phase avec le passage de la Haganah à l'offensive.
La première opération, baptisée Nahshon, consiste à lever le blocus de Jérusalem. 1 500 hommes des brigades Guivati de la Haganah et Harel du Palmah parviennent à libérer la route du 5 au 20 avril. Les denrées acheminées offrent deux mois de sursis à la population juive de Jérusalem. Ce succès se double de la mort du leader palestinien Abd al-Kader al-Husseini au cours des combats. Durant ces événements, le 9 avril, des troupes de l'Irgoun et du Lehi perpètrent un massacre à Deir Yassin qui a un impact important sur la population palestinienne.
Dans le même temps, la première opération d'envergure de l'Armée de libération arabe se solde par une débâcle à Mishmar Ha'emek et par la défection des Druzes.
Dans le cadre de la réalisation de la continuité territoriale prévue par le plan Daleth, les forces de la Haganah, du Palmah et de l'Irgoun se lancent à la conquête des localités mixtes. La société palestinienne s'effondre. Tibériade, Haïfa, Safed, Beisan, Jaffa et Acre tombent, jetant sur les routes de l'exode plus de deux cent cinquante mille Palestiniens.
Les Britanniques ont maintenant pour l'essentiel terminé leur retrait. La situation pousse les leaders des pays arabes voisins à intervenir mais leur préparation n'est pas au point et ils n'ont pas pu rassembler les forces qui auraient pu faire pencher la balance. La plupart des espoirs palestiniens résident dans la Légion arabe du roi Abdallah de Transjordanie mais ce dernier ambitionne d'annexer un maximum du territoire de la Palestine mandataire et joue sur les deux tableaux, étant en contact également avec les autorités juives.
En préparation à l'offensive, la Haganah lance avec succès les opérations Yiftah et Ben-'Ami pour sécuriser les implantations de Galilée et l'opération Kilshon, pour assurer un front continu dans le secteur de Jérusalem. La réunion du 10 mai entre Golda Meir et Abdallah suivie de la prise et du massacre de Kfar Etzion le 13 mai par la Légion arabe laissent prévoir que la bataille pour Jérusalem sera sans merci.
Le 14 mai 1948 vers 16 heures, David Ben Gourion proclame, dans une des alles du Musée des Beaux Arts de Tel Aviv, l'indépendance de l'État d'Israël et la guerre israélo-arabe devient un véritable conflit interétatique avec l'entrée en guerre des pays arabes.